# 苻彩香
苻彩香（1963年4月—），海南儋州人，黎族，中华人民共和国政治人物。大学学历，文学学士学位，1983年8月参加工作，1994年5月加入中国共产党。第十三届全国人民代表大会海南地区代表。

## 简历
历任海南省妇联儿童部副主任科员，主任科员，副部长；海南省妇联权益部副部长；海南省妇联儿童部部长、省妇女儿童工委办专职副主任；海南省妇联妇女发展部部长；海南省妇联副主席，主席。2018年1月，任海南省政府副省长、党组成员，同年9月兼任省民族宗教事务委员会主任、党组书记。2019年6月不再兼任。2021年3月，任中共海南省委常委、统战部部长。
2018年2月24日，当选为第十三届全国人大代表。
2022年1月，当选为海南省人大常委会副主任。2023年3月，她当选为第十四届全国人大常委会委员、民族委员会副主任委员。